# 梁金辉 (1964年)
梁金辉（1964年10月—），安徽亳州人，汉族，中国共产党党员。中华人民共和国政治人物、第十三届全国人民代表大会安徽省代表。

## 生平
2018年，梁金辉被选为安徽省出席第十三届全国人民代表大会代表。